# Курск-Смоленка
Курск-Смоле́нка — деревня в Чебулинском районе Кемеровской области. Входит в состав Усть-Сертинского сельского поселения. В названии отражена родина переселенцев: Курская и Смоленская губернии.

## География
Центральная часть населённого пункта расположена на высоте 158 метров над уровнем моря.

## Население
По данным Всероссийской переписи населения 2010 года, в деревне Курск-Смоленка проживает 576 человек (264 мужчины, 312 женщины).